# Adele Spitzeder (Film)
Adele Spitzeder ist ein deutscher Fernsehfilm über das Leben der Betrügerin Adele Spitzeder, die in den 1870er Jahren in München durch betrügerische Bankgeschäfte zu Reichtum gelangte und später verhaftet wurde.

## Handlung
Die Schauspielerin Adele Spitzeder zieht mit ihrer Freundin Emilie (genannt Emmi) mittellos nach München und kommt in einem billigen Hotel unter. Immer wieder muss sie sich bei Wucherern Geld leihen und mit hohen Zinsen zurückzahlen. Dann kommt sie auf die Idee, sich von Privatleuten Geld zu leihen und diese mit hohen Zinsversprechungen und einer sofortigen Auszahlung der ersten Zinsen zu ködern. Dies spricht sich schnell unter der armen Bevölkerung Münchens und unter den Bauern der umliegenden Dörfer herum. Immer mehr Leute drängen Adele ihr Geld auf, für das sie Zehn Prozent Zinsen pro Monat verspricht. Sie schickt Emmi, die sie inzwischen als Gefahr für ihr Unternehmen ansieht, in die Provinz zurück und macht den Hotelwirt zu ihrer rechten Hand. Sie beginnt eine Liebesbeziehung mit der Schauspielerin Elfie, wird von dieser aber für einen Mann verlassen.
Adele stellt immer mehr Leute ein und kauft ein Haus, das sie nobel einrichtet. Trotz ihres luxuriösen Lebensstils inszeniert sie sich als Wohltäterin des einfachen Volks. König Ludwig II. übergibt sie eine große Spende für den Bau des Festspielhauses in Bayreuth. Als die Zeitungen anfangen, negativ über ihre Geschäfte zu schreiben, wirbt sie einen Journalisten ab und gründet eine eigene Zeitung.
Da immer mehr Kunden anderer Banken ihr Geld abheben, um es bei Adele anzulegen, versuchen die Bankdirektoren gegen Adele vorzugehen, zunächst jedoch erfolglos. Ihr Geschäft läuft immer besser, manche Bauern verkaufen sogar ihre Höfe, um von den Zinsen zu leben. Doch dann können die Bankdirektoren einige Dutzend Kunden überzeugen, gleichzeitig die Auszahlung ihrer Einlagen zu verlangen. Adele ist zahlungsunfähig. Es stellt sich heraus, dass sie das Geld ihrer Kunden nie angelegt hat und ihr Geschäft (nach Art eines Ponzi-Systems) nur durch den stetigen Zustrom neuer Kunden funktionierte. Adele wird vor Gericht gestellt und zu einer mehrjährigen Haftstrafe wegen Betruges verurteilt. Nach Verbüßung der Haft holt der Wirt sie, in der Schluss-Szene des Films, vom Gefängnis ab.

## Produktion
Der Film ist eine Produktion des WDR, die Erstausstrahlungen waren am 19. September 1972 im deutschen Fernsehen und am 18. März 1974 im ORF. Zudem lief er am 3. November 1972 bei den Internationalen Hofer Filmtagen. Auf DVD erschien er bei 2009 im Filmverlag der Autoren und 2019 bei Zweitausendeins.
Drehbuchautor Martin Sperr adaptierte die Geschichte um Adele Spitzeder auch als Theaterstück (Uraufführung 1977) und als Hörspiel (1979).

## Rezeption
Die zeitgenössischen Kritiken in den Programmzeitschriften Bild+Funk, Funk Uhr, Gong und Hörzu waren einhellig positiv, wobei besonders der Humor des Films und die darstellerische Leistung von Ruth Drexel, aber auch die von Peter Kern hervorgehoben werden.

„Ein einfallsreich inszenierter Film, der nicht ernst genommen werden will, seine Wirkung jedoch durch einige diffuse Szenen einbüßt, beispielsweise durch eine verfremdete Kitsch-Kunst-Belehrung, die in ihrer Überhöhung lediglich affektiert erscheint.“

„Ein Zeitpanorama über eine authentische bayerische Volksheldin und Kämpferin gegen Banken und Staat, von Ruth Drexel hervorragend und als markante Hauptfigur gespielt.“